# Dibutil éter
El Butoxibutano, conocido coloquialmente como dibutil éter o éter dibutílico, es un compuesto químico perteneciente a la familia de los éteres, concretamente al grupo de los éteres simétricos.
Se trata de un compuesto líquido, incoloro, neutro, fácilmente inflamable, de baja volatilidad y con un olor etéreo característico.
Es más ligero que el agua (su densidad es de 769 kg/m³), sin embargo su vapor es más denso que el aire (4,5 kg/m³). 
En cuanto a su solubilidad, el dibutil éter es insoluble en agua pero soluble en muchos disolventes orgánicos tales como acetona o dicloropropano. Por su naturaleza, su principal aplicación va a ser su uso como disolvente en una gran variedad de procesos y reacciones químicas.
Debido a su estructura se trata de un compuesto poco reactivo. Por carecer de hidrógeno ligado a oxígeno no reacciona frente a elementos activos (Na, Ca), ni con bases fuertes; sin embargo, expuesto al aire tiende a oxidarse fácilmente originando peróxidos muy inestables y peligrosos, de ahí que se deba proteger de la luz, el calor y el aire. 

## Métodos de obtención
Los principales métodos para la obtención de dibutil éter son:

### Síntesis de dibutil éter por deshidratación de butanol
1. El dibutil éter puede obtenerse por deshidratación de butanol, mediante la adición de ácido sulfúrico que actúa como catalizador de la reacción. Este es uno de los métodos comerciales de preparación del éter y se lleva a cabo tratando el alcohol (butanol) en exceso, con ácido sulfúrico concentrado y calor (140-150 °C). 
2 C4H10O + H2SO4 → C8H18O + H2O
Este proceso se ve fácilmente afectado por reacciones secundarias, como la formación de sulfatos de alquilo (sobre todo si la temperatura es baja), y la formación de olefinas (especialmente si sube la temperatura).
2. A escala industrial el dibutil éter también puede obtenerse por deshidratación de butanol en fase vapor sobre alúmina a 300 °C. 
La deshidratación del alcohol es más favorable si se destila el éter a medida que se forma.

### Método de Williamson
A nivel de laboratorio, la síntesis de dibutil éter se puede llevar a cabo a través de este método que implica el
ataque SN2 de un ion alcóxido sobre un halogenuro primario, o tosilato de butilo primario. 
Este método se compone de dos etapas: en la primera se genera el alcóxido a partir del
butanol y en la segunda tiene lugar la formación del enlace C-O mediante un proceso SN2.

## Aplicaciones
Al igual que la mayoría de los éteres, el dibutil éter es un disolvente excelente para una gran variedad de sustancias debido a su naturaleza poco polar combinada con su capacidad para formar enlaces de hidrógeno con ciertos tipos de moléculas. Además, por su baja solubilidad en agua es un disolvente que resulta apropiado para extracción de compuestos.
Su baja reactividad le hace un buen disolvente en muchas reacciones químicas, ya que el enlace C-O del éter no es fácilmente roto por reactivos ácidos o básicos. 
Su utilización es idónea en reacciones de síntesis que requieran un disolvente inerte y anhidro. 
Entre sus principales usos se encuentran:
- Disolvente en síntesis de Grignard.
- Disolvente de grasas, aceites, ácidos orgánicos, alcaloides, resinas naturales y sintéticas.
- Disolvente en el proceso de fabricación de CD.
- Constituyente de catalizadores para co-polimerización.
- Para fabricación de pesticidas.
- Disolvente en extracciones.
- Mezclado con etanol o butanol, el dibutil éter es un excelente disolvente para etil celulosa.

## Reactividad
Las reacciones principales que puede dar el dibutil éter son:

### De ruptura
La unión éter es muy estable en relación con las bases, los agentes oxidantes débiles y los agentes reductores. Sin embargo, esta unión se puede romper en condiciones bastante enérgicas en presencia de ácidos concentrados (por lo general HI o HBr) dando un tipo de reacción llamada de escisión o ruptura. 
En esta reacción, el dibutil éter por reacción con un ácido concentrado da el halogenuro de butilo correspondiente y butanol, el cual puede seguir reaccionando para formar un segundo halogenuro de butilo. 

### De oxidación
Cuando se almacena el dibutil éter en presencia de oxígeno atmosférico, se oxida lentamente para producir hidroperóxidos y peróxidos de dibutilo, ambos explosivos. A esta oxidación espontánea por el oxígeno atmosférico se le llama autooxidación.

## Peligrosidad
El dibutil éter es un compuesto inflamable. Por encima de 25 °C pueden formarse mezclas explosivas vapor/aire. Su almacenamiento debe ser a prueba de incendio y separado de sustancias químicas incompatibles. Es preferible mantenerlo en un lugar fresco y oscuro y almacenarlo solamente si está estabilizado.
- Peligros físicos: como resultado del flujo, agitación,etc., se pueden generar cargas electrostáticas.
- Peligros químicos: la sustancia puede formar peróxidos explosivos, especialmente en forma anhidra. Reacciona con oxidantes (incompatible con agentes oxidantes fuertes) y violentamente con tricloruro de nitrógeno.

Límite de explosión: 0,8-7,2%

## Toxicidad
El dibutil éter es un compuesto de baja toxicidad aunque puede causar efectos perjudiciales para la salud por inhalación (tos, somnolencia, dolor de garganta), a través de la piel (enrojecimiento), por contacto con los ojos (enrojecimiento, dolor) o por ingestión (sensación de quemazón, náuseas, dolor de garganta). La principal vía de exposición es la absorción de la sustancia por inhalación del vapor.
DL 50 rata 7400 mg/kg (oral);
DL 50 conejo 7700 mg/kg (dérmico).
El compuesto es ligeramente tóxico para los organismos acuáticos.

## Enlaces relacionados
- Quiored (Universidad de Granada) Propiedades y constantes físicas de disolventes.
- Datos de seguridad para dibutil éter Archivado el 29 de abril de 2009 en Wayback Machine.
- Chem YQ
- Material Safety Data Sheet “Dibutil éter”
- Generalidades éteres Propiedades y obtención
- Obtención dibutil éter

- Datos: Q1207808
- Multimedia: Dibutyl ether / Q1207808